# Hemschlar
Hemschlar is een plaats in de Duitse gemeente Bad Berleburg, deelstaat Noordrijn-Westfalen, en telt 315 inwoners (2007).